# Nuna 6

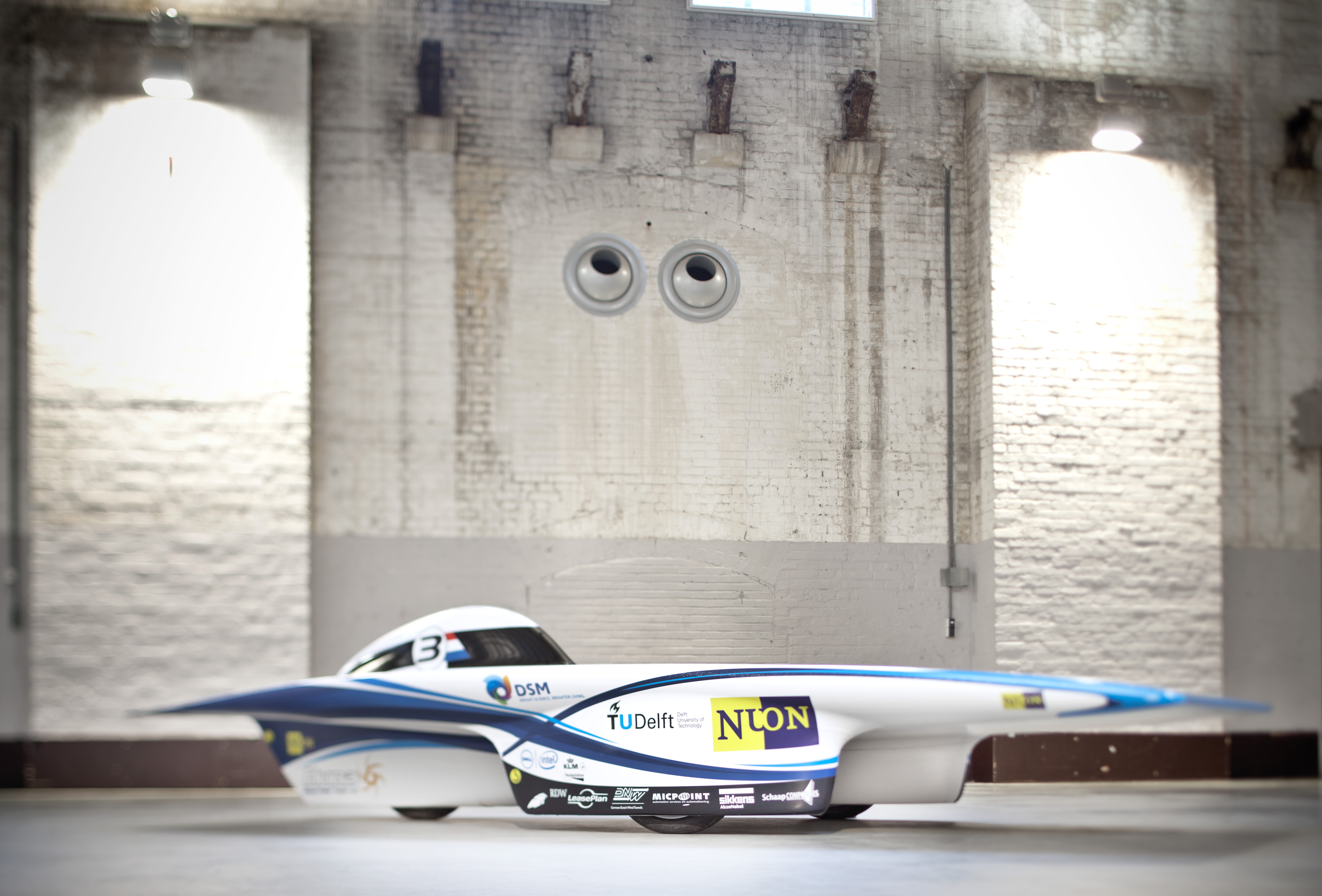
Nuna 6

De Nuna 6 is een zonnewagen die gebouwd is door het Nuon Solar Team. Nuna 6 heeft de tweede plaats veroverd in de World Solar Challenge 2011, een race voor zonnewagens dwars door Australië.

## Ontwikkeling en bouw
De Nuna 6 werd gebouwd door dertien studenten van de TU Delft in de richtingen elektrotechniek, lucht- en ruimtevaarttechniek, industrieel ontwerpen, werktuigbouwkunde en technische natuurkunde. Zij onderbraken daarvoor ruim anderhalf jaar hun studie. In september 2010 begonnen ze aan het ontwerp van de Nuna 6 en in maart 2011 lag het definitieve ontwerp op tafel, nadat in een windtunnel de vier voorlopige modellen uitvoerig waren getest. Tegen het einde van juni werd de Nuna 6 voltooid.
Op 28 juni 2011 werd Nuna 6 aan de pers gepresenteerd in de Westergasfabriek te Amsterdam. Op 21 juli 2011 werd in het Olympisch Stadion in Amsterdam onder de naam 'Ready, Set, Go(ld)' een rijdende presentatie gegeven met de nieuwe Nuna 6 racend tegen de 2 jaar oude Nuna5, waar te zien was dat Nuna 6 met -door aangepaste race reglementen- minder efficiënte silicium-zonnecellen toch verder kan rijden op een gelijke hoeveelheid energie. Hiermee werd aan het publiek getoond dat door de nieuwe vorm van de auto tezamen met gewichtsbesparingen en een zuiniger elektrisch systeem, Nuna 6 een efficiëntere zonnewagen is.

## Specificaties Nuna 6
| Afmetingen             | Lengte: 4,44 m Breedte: 1,75 m Hoogte: 0,94 m |
| Gewicht zonder coureur | <140 kg |
| Coureur                | Gewicht wordt aangevuld tot 80 kg Coureurs zijn geselecteerd op heupbreedte en lengte van het bovenlichaam |
| Aantal wielen          | 3 |
| Zonnecellen            | 1690 cellen Totale oppervlakte 6 m² Monokristallijn op maat gesneden siliciumcellen Efficiëntie: 22% Efficiëntie verhogend laminaat                                                                                   |
| Motor                  | CSIRO InWheel Direct Drive Elektromotor Motor geïntegreerd in velg achterwiel Efficiëntie: 98% |
| Accu                   | 21 kg Lithium Ion cellen Capaciteit: 5 kWh Inclusief intelligent en efficiënt monitoring systeem |
| Besturing              | Intelligent stuurwiel uit koolstofvezel met quick-release |
| Carrosserie            | Sandwichconstructie van koolstofvezel en schuim Speciaal koolstofweefsel 'TeXtreme' dat ook in de Formule1 wordt gebruikt Titanium roll bar Aramide versterkte onderdelen voor bescherming coureur en tegen steenslag |
| Aerodynamica           | Speciaal ontworpen vleugelprofiel Ruim 12 jaar ervaring met dit concept Getest en bewezen in de windtunnel Bijna 10% lagere luchtweerstand dan Nuna5                                                                  |
| Wielophanging Voor     | Formule1 principe ophanging met dubbele A-armen van koolstofvezel Schokdempers in de vering geïntegreerd Lichtgewicht magnesium velgen Hoog precisie keramische lagers                                                |
| Wielophanging Achter   | Enkele achterbrug van aluminium Titanium assen |
| Banden                 | Speciaal voor zonneracen ontwikkelde profielbanden in samenwerking met Michelin |
| Remmen                 | Regeneratief remmen op de motor Mechanische rem voor noodstop |
| Rolweerstand           | Ruim 10 keer lager dan een normale auto |
| Luchtweerstand         | Ruim 12 keer kleiner dan een normale auto |
| Telemetrie             | Draadloze verbinding met volgwagen Boordcomputer met full-colour display |
| Coureur-comfort        | Lage luchtweerstandsinlaat voor ventilatie en verse lucht Custom-made oordopjes voor communicatie |